# 占祖亿
占祖亿（1946年—2011年7月31日），中华人民共和国浙江省常山县天马镇富足山村人。2011年7月31日因勇救一名落水的儿童不幸遇难，因而被中国大陆网友称为“最美爷爷”。

## 生平
2011年7月31日傍晚6点左右，占祖亿吃过晚饭后，和儿子以及孙女一起到天马发电站大坝边玩水。占祖亿靠着水性好游到了江水中心，却遇到了一名落水的儿童。占祖亿逆游救下了儿童，并奋力把他拖到了江中心的一艘船上。儿童获救，占祖亿却因年纪大体力不支随水漂走，不幸遇难。

## 纪念
2011年8月11日傍晚，5000多名群众赶赴事发地点，点燃一支支蜡烛为老人祈愿。
占祖亿获得首届“最美衢州人”十大年度人物特别荣誉奖。2011年“浙江骄傲”向“最美爷爷”占祖亿年度致敬。